# Рыбак, Ульян Александрович
Улья́н Алекса́ндрович Рыба́к (белор. Ульян Аляксандравіч Рыбак; 1 января 1920 — 14 августа 2009) — участник Великой Отечественной войны, помощник командира разведывательного взвода 348-й отдельной разведывательной роты 226-й стрелковой дивизии 1-й гвардейской армии 4-го Украинского фронта, Герой Советского Союза, старшина.

## Биография
Родился 1 января 1920 года в деревне Евсеевичи (ныне Глусский район, Могилёвской области Белоруссии) в семье крестьян. По национальности белорус. По окончании пяти классов школы до 1935 года работал на стекольном заводе «Коминтерн» и Заволочицком спиртзаводе в Могилёвской области. Член ВКП(б)/КПСС с 1944 года.
В Красной Армии с 1940 года. На фронтах Великой Отечественной войны с июля 1941 года.
Помощник командира разведывательного взвода старшина Рыбак проявил все свои навыки и умения в составе 348-й отдельной разведывательной роты в декабре 1944 года во время разведки сил противника в Карпатах. На начало 1945 года отважным разведчиком было подбито десять танков, взято в плен около шестидесяти фашистов, получены ценные сведения о неприятеле.

Указом Президиума Верховного Совета СССР от 24 марта 1945 года за образцовое выполнение боевых заданий командования на фронте борьбы с немецкими захватчиками и проявленные при этом отвагу и геройство старшине Рыбаку Ульяну Александровичу присвоено звание Героя Советского Союза с вручением ордена Ленина и медали «Золотая Звезда» (№ 4709).

24 июня 1945 года У. А. Рыбак принимал участие в историческом Параде Победы на Красной площади в Москве.
После войны, до выхода на пенсию, работал на спиртзаводе по месту жительства. Проживал Герой в деревне Заволочицы Глусского района Могилёвской области Республики Беларусь.
Умер У. А. Рыбак 14 августа 2009 года.

## Награды
- Медаль «Золотая Звезда» Героя Советского Союза
- Орден Ленина
- Орден Красного Знамени
- Дордена Отечественной войны I степени
- Орден Красной Звезды
- Орден Славы II степени
- Орден Славы III степени
- Белорусский Орден «За службу Родине» III степени (Указ Президента Республики Беларусь от 15.04.1999)[3].
- Медали, в том числе:
  - Медаль «За отвагу»
  - Медаль «За победу над Германией в Великой Отечественной войне 1941—1945 гг.»
  - Юбилейная медаль «Двадцать лет Победы в Великой Отечественной войне 1941—1945 гг.»
  - Юбилейная медаль «Тридцать лет Победы в Великой Отечественной войне 1941—1945 гг.»
  - Юбилейная медаль «Сорок лет Победы в Великой Отечественной войне 1941—1945 гг.»

## Память
- Имя У. А. Рыбака носит улица в Глуске на родине Героя.
- Памятный знак в честь У. А. Рыбака на Аллее Славы в Глуске.